# 須田亜香里・大倉士門 × ASUNAL TREASURE
『須田亜香里・大倉士門 × ASUNAL TREASURE』（すだあかり・おおくらしもん アスナル トレジャー）はエフエム愛知（FM AICHI）で放送中のラジオ番組。2021年4月2日より放送開始。パーソナリティは須田亜香里と大倉士門。

## 概要
2007年からスタートした前身番組のリニューアルとなる。
愛知県名古屋市の金山総合駅北口にある商業施設アスナル金山とのコラボレーション番組であり、毎月第2・第4木曜日におこなわれる公開録音の模様を放送している。
MCをタレントの須田亜香里と大倉士門が担当し、ゲストとのトークやライブを届けている。
初回は生放送だった。
SNSのハッシュタグは「#アストレ」。
なお、アスナル金山の昼と夕方の館内放送を須田、大倉が担当している。

## 放送時間
- 2021年4月2日 - 、エフエム愛知 金曜 20:30 - 21:00

## 番組コーナー
オープニングトーク
須田、大倉の近況などを話している。
ゲストコーナー
ゲストとのトーク、告知をかけたゲーム企画、ライブをおこなう。
エンディングトーク
番組の振り返りのトークをしている。